# Obština Čepelare
Obština Čepelare (bulharsky Община Чепеларе) je bulharská jednotka územní samosprávy ve Smoljanské oblasti. Leží v jižním Bulharsku ve střední části Západních Rodopů. Správním střediskem je město Čepelare, kromě něj obština zahrnuje 12 vesnic. Žije zde zhruba 6 tisíc stálých obyvatel.

## Sídla
| - Bogutevo - Čepelare (sídlo správy) - Drjanovec - Chvojna - Lilekovo | - Malevo - Orechovo - Ostrica - Pavelsko - Progled | - Studenec - Zabărdo - Zornica |

## Sousední obštiny
| Růžice kompasu |         | Rodopi           | Asenovgrad | Růžice kompasu |
| Růžice kompasu | Devin   | Sever            | Lăki       | Růžice kompasu |
| Růžice kompasu | Devin   | Obština Čepelare | Lăki       | Růžice kompasu |
| Růžice kompasu | Devin   | Jih              | Lăki       | Růžice kompasu |
| Růžice kompasu | Smoljan |                  |            | Růžice kompasu |

## Obyvatelstvo
V obštině žije 6 434 stálých obyvatel a včetně přechodně hlášených obyvatel 7 489. Podle sčítáni 1. února 2011 bylo národnostní složení následující:
- Bulhaři: 6 466 (98.4 %)
- Turci: 10 (0.2 %)
- Romové: 3 (0.0 %)
- ostatní: 90 (1.4 %)